# (29576) 1998 FF52
A (29576) 1998 FF52 a Naprendszer kisbolygóövében található aszteroida. A LINEAR projekt keretében fedezték fel 1998. március 20-án.